# U.S. Pro Tennis Championships 1970
Lo U.S. Pro Tennis Championships 1970  è stato un torneo di tennis giocato sul cemento. È stata la 43ª edizione del torneo, che fa parte del Pepsi-Cola Grand Prix 1970. Il torneo si è giocato al Longwood Cricket Club di Boston negli USA, dal 3 al 9 agosto 1970.

## Campioni

### Singolare maschile
Tony Roche ha battuto in finale  Rod Laver con il punteggio di 3–6, 6–4, 1–6, 6–2, 6–2

### Doppio maschile
Roy Emerson /  Rod Laver hanno battuto in finale  Ismail El Shafei /  Torben Ulrich con il punteggio di 6–1, 7–6